# 花斑鬚鯊
花斑鬚鯊（學名：Orectolobus floridus）為鬚鮫目鬚鮫科鬚鯊屬的其中一種，棲息於澳洲西南部的印度洋海域，深度42至85公尺。本魚體延長，前部寬扁，後部細小，頭相當寬扁，眼前方及下方具數枚肉垂或皮瓣。吻寬短，前緣圓形，背面平坦，眼橢圓形，無瞬膜，鼻孔下側位，鼻孔緣具長而尖凸分枝之鬚，具有鼻褶和口鼻溝，口裂中大，近於前位，齒側扁而尖銳，上顎有18-20顆牙齒，具中央齒尖，側邊小齒尖或有或無，背鰭2個，第一背鰭起點在腹鰭基底之中部後，第二背鰭起點在腹鰭與臀鰭間，胸鰭與腹鰭略小，臀鰭小，起於尾鰭之前，尾鰭狹小，尾椎骨不上揚，上葉略發達，下葉低平而延長，後部具缺刻，呈斑駁的黃棕色，頭部側面有黑色斑塊，牠們的體長約為75 cm（30英寸），為目前已知體型最小的鬚鯊，棲息在大陸棚，為底棲性魚類，屬肉食性，卵胎生，生活習性不明。